# Arlberg
Az Arlberg, vagy Arlberg-hágó egy fontos alpesi közúti átjáró Vorarlberg és Tirol szövetségi tartományok határán, 1793 méter tengerszint feletti magasságban. A hágóterület és a mellette emelkedő hegytömb elnevezése egyaránt Arlberg. A hágó elválasztja egymástól a nyugati Alfenz-patak és a keleti Rosanna-patak völgyét. A rajta áthaladó B-197 számú szövetségi főútvonal (Arlbergstraße) összeköti nyugaton a vorarlbergi Klösterle községet és keleten a tiroli St. Anton am Arlberg várost. A hágó alatt 1884-ben vasúti alagút épület, 1974-ben pedig közúti alagút (Arlberg-Straßentunnel), utóbbin az S-16. számú Arlberg gyorsforgalmi út (Arlberg Schnellstraße) vezet át, mely a voralbergi Bludenz és a tiroli Zams városait, illetve az A14 és A12 autópályákat köti össze. A hágó és környéke a tiroli St. Anton am Arlberghez tartozik. Ismert télisport-központ, világ- és Európa-bajnoki lesikló-versenyek rendszeres színhelye.

## Fekvése
Az Arlberg elválasztja egymástól a nyugati (vorarlbergi) Kolostor-völgyet (Klostertal), melyben az Alfenz patak folyik, és a keleti, tiroli Stanzi-völgyet (Stanzertal), amelyben a Rosanna patak folyik. Az Arlberg a szomszédos Flexen-hágóval együtt határt képez három hegycsoport között:
- a tőle délre fekvő Verwall-hegycsoport,
- az északnyugatra fekvő Lech-forráshegység (Lechquellengebirge) és
- az északon és északkeleten fekvő Lech-völgyi Alpok (Lechtaler Alpen) között.

A hágótetőt két hegytömb uralja: a Valluga (2809 m), az Arlberg-hegység legmagasabb csúcsa és a Trittkopf (2719 m), a Lech-völgyi Alpok láncának délnyugati zárótömbje. Négy arlbergi község közigazgatási területének határa találkozik itt egy pontban, egyfelől a vorarlbergi Lech és Klösterle (ennek Stuben nevű részközsége), másfelől a tiroli Kaisers és St. Anton. Maga a hágótető teljes egészében St. Anton területére esik.
A Rajna–Duna vízválasztó vonal a hágótól délre, az Albona-gerincről jön le az Arlberg-hágótetőre, innen a Vallugán, a Trittkopfon át húzódik a Flexen-hágóig, onnan tovább a Flexen-csúcson (Flexenspitz) át nyugat felé a Lechquellengebirge és a Klostertal irányában. A vorarlbergi Alfenz patak az Rajnába, a tiroli Rosanna patak az Inn folyóba, az pedig a Dunába torkollik.

## Megközelítése
- Vorarlbergből, a Boden-tó délkeleti térségéből (Bregenzből, Dornbirnból) a Bregenzi-erdő hegységén keresztül, az osztrák B200-as főúton (Bregenzerwaldstraße),  Warthnál áttérni a B198-as útra (déli irányba), ezen Lechen, Zürsön és a Flexen-hágón át Stubenig, itt rátérni a hágó útjaira (S16, B197).
- A németországi Allgäu régió felől (Kemptenből, Füssenből), a Lech-völgyön keresztül, az osztrák B198-as főúton (keletről nyugat, majd dél felé), Lechen, Zürsön és a Flexen-hágón át a rátérni hágó útjaira (S16, B197), mint feljebb.
- A Rajna völgyéből (a svájci Sargans, Buchs és a vorarlbergi Feldkirch térségéből): az osztrák A14-es autópályán (Rheintal/Walgau Autobahn) vagy a B-190. számú főúton Bludenzig, onnan a Kolostor-völgyön (Klostertal) keresztül, a hágó útjain (S16, B197), Klösterle, Langen és Stuben községeken át fel a hágóra.
- Dél-Tirolból (Bozenből, Meranból) a Vinschgaun és a Reschen-hágón keresztül az osztrák B180-as főúton (Reschenstraße) észak felé az országúton vagy a Landeck-alagúton át Landeck csomópontig, itt rátérni a hágó útjaira (S16, B197), nyugati irányban.
- Tirolból, az Inn völgyéből, Innsbruck és a Brenner-hágó térsége felől: az A12-es autópályán (Inntalautobahn) Landeck csomópontig, onnan a hágó útjaira (S16, B197), nyugati irányban, mint előbb.

## Nevének kialakulása

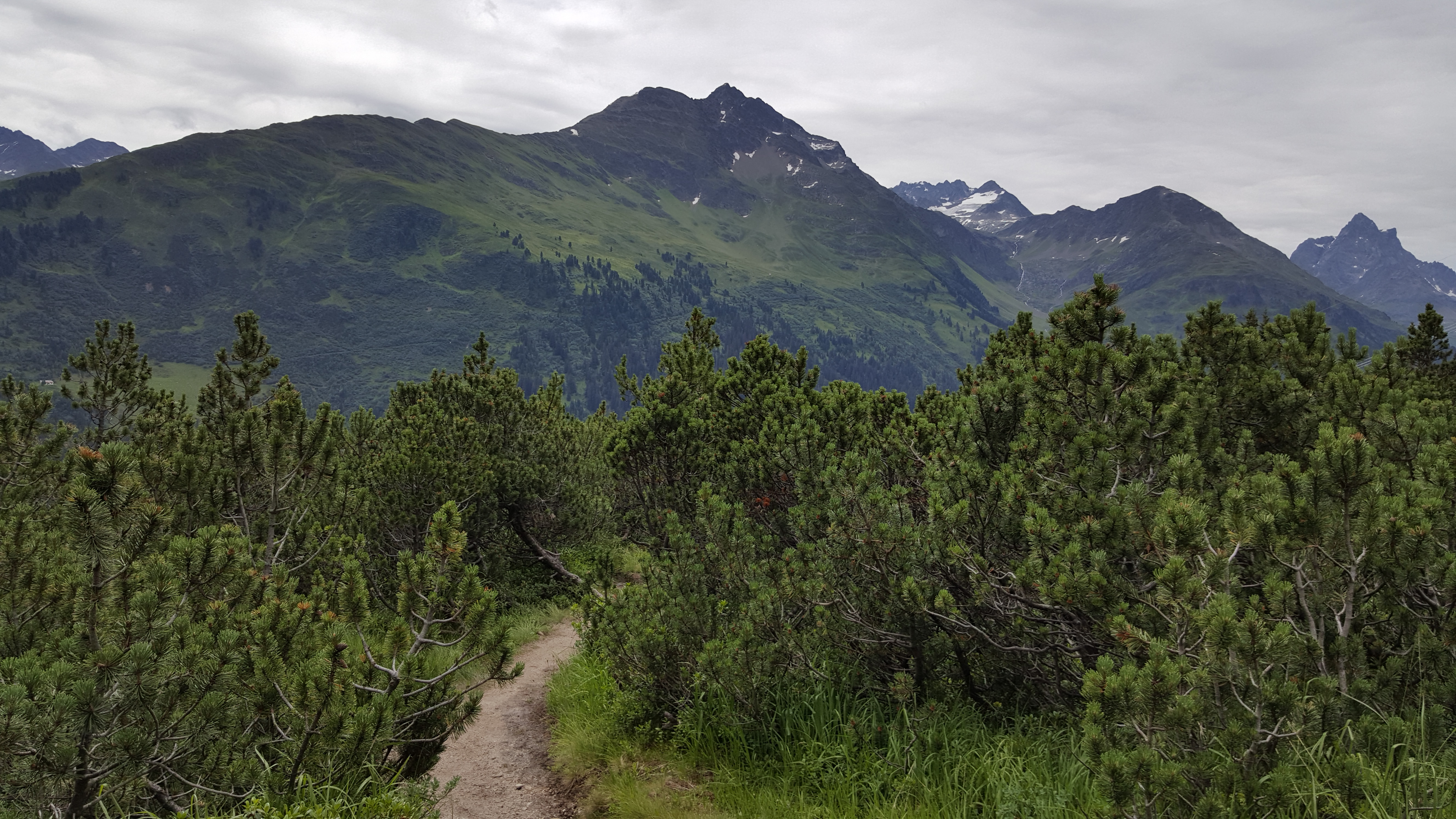
Havasi törpefenyőerdők az Arlberg-hágó környékén

Az Arl hegy neve már a középkori írásokban előfordul Arle, Arlen, Mons Arula, Arlenperge és más névformákban. Egy elmélet szerint nevét az itt tenyésző fenyőfélék – elsősorban a havasi törpefenyő – sűrű bozótjairól („Arlenbüsche”) kaphatta. Első írásos említése 1218-ból való, ahol „az Arl hegyéig húzódó erdőt” elítenek. Egy 1458-as oklevél „perg Arls” néven említi.
A Nyugati-Alpokban élő germán walserek kiváló marhatenyésztők, havasi pásztorok, fuvarosok és (ha kellett) zsoldos harcosok voltak. A 14. században Montfort grófjai nagy lakatlan területeket adtak nekik örökös használatra: Tannberg körzetét, a Kleinwalsertal és a Großwalsertal völgyeit. 1450-ben az Arberg túloldalára csak ösvények és málhás utak vezettek. Ezeket a sűrűn lezúduló lavinák, morénafolyások, földcsuszamlások és hegyomlások gyakran elzárták. Állandóan új és új ösvényeket kellett felkutatni és járhatóvá tenni. Ez a helyzet egészen a 19. század végéig jellemző volt. Az Arlberg (hegy) alatti széles hágóterületen átvezető számos különböző út miatt a külön „Arl-hágó” megjelölés nem született meg.
A „Berg” szó németül „hegyet” jelent, walser nyelven viszont „hágót”, az átjárót és annak mindkét oldali környékét, ahol a leghatékonyabban át lehet kelni a hegy túloldalára. A két nyelv együttélése során az „Arl” (vagy „Arlberg”) szó kettős jelentést hordozott, egyszerre utalt a magára hegyre és at átkelést biztosító átkelőre. Az Arl(berg) hágóját a helyben élő lakosság egyszerűen csak „a hegy” hágójaként („Bergpass”) emlegette.
A 19. századra a walser nyelv visszaszorult, de helynevei fennmaradtak, az „Arlberg” szó kettős értelmével együtt. A hegymászó sport megjelenése után felmerült a hegy és a hágó külön helynévvel jelölése. A helyben használt „Bergpass” miatt egy „Arlpass” (Arl-hágó) típusú szó helyett az „Arlbergpass/Arlbergpaß” (Arlberg-hágó) alakult ki. Arlberg (hegy) és Arlbergpass (hágó) szavak jelentéstartalma ma sincs szigorúan elhatárolva. „Arlbergpass” szóval inkább csak a hágótetőt illetik. Az „Arlberg” szót átfogóan használják, a hegy, a hegy környékére, a hágó területére és annak körzetére. A hágóhoz kapcsolt fogalmakat (út, vasút, alagút) szintén az Arlberg nevéhez kötik (Arlbergstraße, Arlbergbahn, Arlbergtunnel).
Az „Arl” név megjelenik a tiroli Arlen várának nevében (Burg Arlen). A várat 1406-ban, az ún. appenzelli háborúban lerombolták. Romjai St. Anton am Arlberg közigazgatási területén láthatók.
Az „Arlberg” szó megjelenik Vorarlberg tartomány, ma szövetségi tartomány nevében. Történelmi jelentése (kb. „az Arlberg előtere”) onnan ered, hogy mind a Német-római Birodalom – ezen belül Elő-Ausztria – mind a Svájci Államszövetség, így a Habsburg-vár nézőpontjából ez a tartomány az Arlberg „előtt” fekszik.
Az idegenforgalom és a télisport-turizmus jelentőségének növekedésével további környékbeli települések toldották nevükhöz az „am Arlberg” kiegészítést, mely az ezredfordulóra komoly marketingértékké vált.

## Történelme
Őskor
A hágó körüli alpesi réteken nyáron legeltető állattartás folyt. A környékén feltárt őskori táborhelyek azt mutatják, hogy a bronzkorban, a hallstatti kultúra idejében emellett nyersanyagokat, így a Montafon völgyéből származó vasércet és a Salzkammergutból származó sót is szállítottak a hágón keresztül.
Régészek kimutatták, hogy a élénk kereskedelem zajlott a Boden-tó partja és észak-itáliai települések között, az Adria partvidékétől az Etsch folyó völgyén (a mai Bozenen és Meranon át a Reschen-hágóra, onnan Landecken és az Arlbergen át a Rajna felső, alpesi folyásához (Alpenrhein).
Kelták és rómaiak
A Boden-tó keleti részén Bregenz volt a legerősebb kelta oppidum (körülsáncolt település). Vízi és szárazföldi úton élénk kereskedelmet folytatott az Észak-Itáliában élő etruszkokkal, az Arlberg ösvényein keresztül.
A Római Birodalom idején az Arlberg-hágót alig használták. A birodalom hatalmának csúcspontján a nagy katonai utak nyomvonalai északabbra húzódtak. A Brigantinumból (Bregenzből) Iuvavumba (Salzburgba) vezető római út az Augsburgba vezető Via Claudia Augustát Cambodunumnál (Kemptennél keresztezte. Amikor a rómaiak visszaszorultak a Rajnától és a Boden-tótól, a kereskedelem útvonalai délebbre tevődtek át (Vinschgau–Ofen-hágó–Engadin–Julier-hágó).
Középkor
A korai középkorban az Arlberg útjának használatáról keveset tudunk. A Montafon völgyben már a Karolingok idejétől ércbányászat folyt, feltételezhető, hogy az Arlbergen át szállítás folyhatott. A kései középkorban, a 13. századtól a hágó kereskedelmi jelentősége megnőtt, okleveles említései gyakoribbá váltak. 1218-ban rendelettel szabályozták a hágó málhás forgalmát. 1312-ban a hágóra vezető úton, Perfuchs falunál (ma Landeck városrésze) útdíjat szedtek, melynek bevételét az út javítására és karbantartására fordították.
A 14. századtól az oklevelek már „szekérrel járható utat” említenek. A hágón át marhakereskedelem zajlott, emellett sót szállították a Salzkammergutból a Svájci-fennsík és a Bodeni-tó vidékére. A Konstanzi Püspökséghez tartozó Thurgauból származó lenvásznat hajóval Konstanzból Bregenzbe szállították, onnan az Arlbergen és más alpesi hágókon át Itália kereskedelmi központjaiba, Triesztbe, Velencébe, Milánóba, Firenzébe fuvarozták. Az Arlberg-hágó a környező hágóknál 250 méterrel alacsonyabban fekszik, és télen rövidebb ideig volt járhatatlan, mint a magasabb hágók.
1363-ban Tirolt a Habsburgok szerezték meg, Vorarlbergen a Habsburgok és a Montfort grófok osztoztak. A Montfort-ház feldkirchi ága a Feldkirch–Bludenz–Arlberg útvonalat erőltette, hogy Bregenzet gazdasági hátrányba hozza. Megnőtt a kereskedelmi áruk, a só és a fegyverek forgalma. Az út menti falvak gazdasági felvirágzást éltek meg, új települések keletkeztek.
A Habsburgok és a svájci szövetség között 1394-ben megkötött, húsz évre szóló békeszerződés ellenére Vorarlberg belesodródott az 1406–1408-as appenzelli háborúkba. Ugyanebben az időben az egykor igen keresett konstanzi len piacot vesztett, a pamutszövet kiszorította. Ennek nyomán a 14. század végén az Arlberg-átjáró gyorsan veszített gazdasági jelentőségéből.

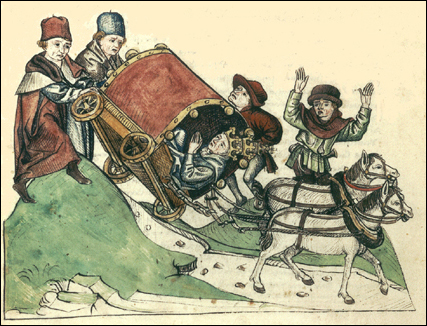
A konstanzi zsinatra igyekvő XXIII. János kocsija felborul az arlbergi hágón (a Richental-krónikából)

Az 1414-ben kezdődő konstanzi zsinatra nagy számú utas igyekezett. A Német-római Birodalom és Európa keleti vidékeiről érkezők az Arlbergnél keltek át az Alpokon. A helyi lakosokat kötelezték az út jó állapotban tartására, ennek ellenére XXIII. János pápa kocsija 1414 októberében az Arlbergi hágótető környékén a mély hóban kátyúba futott és felborult. János az ördögöt jelölte meg felelősként, a kortársak rossz előjelnek vélték a balesetet. A zsinat Jánost ellenpápává nyilvánította nyilvánította és menekülnie kellett Konstanzból. A zsinat 1418-ban véget ért, az Arlberg útja ismét veszített jelentőségéből, állapota leromlott.
1450-ben Lindau városa megvásárolta az Arlberg körüli területeket (az útjogokkal együtt) a stanzi faluszövetségtől (Talgemeinschaft), ellenőrzés alá vonva a hágók forgalmát. Lindau a Hallstadtból érkező só szállítását más útvonalakra terelte, a Fern-hágón és a Tannheimer-völgyön át, valamint az Oberjoch-hágón át Immenstadt és Simmerberg felé. Az Arlbergen át történő sószállítás erősen visszaesett. A 15. század közepétől az Arlberg hágó kocsiútja leromlott, szekérrel járhatósága megszűnt, a fuvarosok a Fern-hágón át közlekedtek, vállalva a nagy kerülőt is.
Lobbik harca (15–18. század)

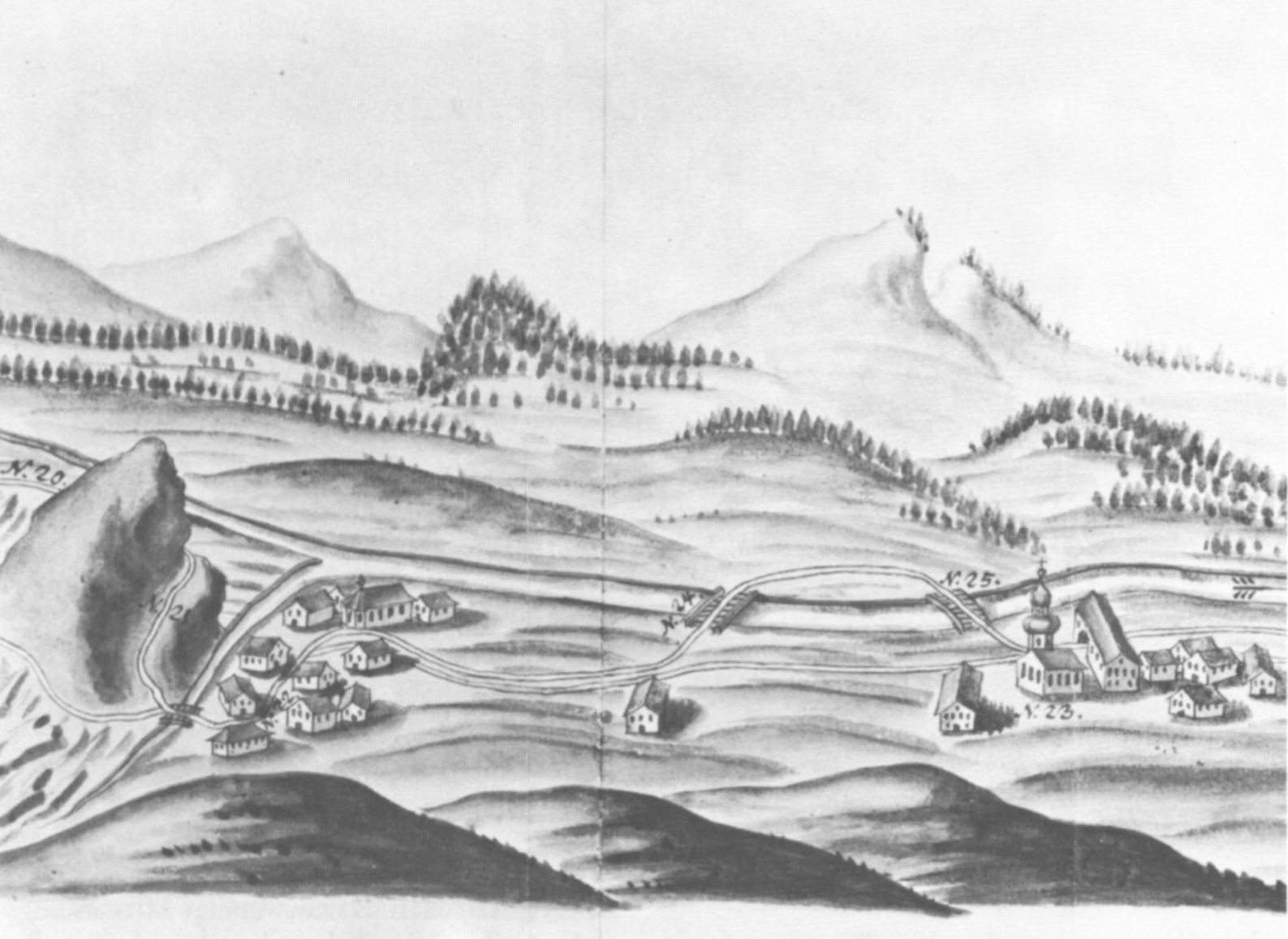
Az Arlbergen átvezető Landeck–Bludenz országút 1733-as terve (a Stuben–Klösterle közötti szakasz képe)

Az 1450-es évektől egészen a 18. század elejéig a hágó egykori kocsiútja csak málhás ösvény volt, melyen csak a környékbeliek közlekedtek.
1593-ban felmerült egy „Arlberg-út” terve, mely Hallstadtból Füssenen, az allgäui Kemptenen és Lindaun át Svájcba irányuló kereskedelmi forgalmat Innsbruck felé terelte volna. Lindau városa és a sváb-felföldi rendek elérték, hogy II. Rudolf császári rendelettel tiltsa meg az útépítést. A rendek a Lindauer Bote (olaszul: Corriere di Lindo) nevű fuvarozó- és postakocsis céh kereskedelmi pozíciójának erősítésében voltak érdekeltek.
Száz évvel később, 1694-ben Lindau – Württemberg, a Konstanzi Püspökség, valamint Augsburg, Kempten, Isny és Wangen városainak támogatásával– ismét sikeresen tiltakozott az Arlber útjának építése ellen. 1704–1705-ben a Sváb-felföld rendjeinek kérelmére I. Lipót császár elrendelte, hogy „Tirolból Vorarlbergbe semmilyen új út ne készüljön”. A császári döntés mögött valójában egy francia katonai invázió veszélyének megelőzése állt. 1733-ban az útépítés terve ismét felmerült. VI. Károly császár Vorarlberg főkincstárnokának engedélyt adott az Arlberg-út megépítésére. Lindau városa és a sváb rendek Lipót császár 1705-ös rendeletére hivatkozva tiltakoztak, ennek hatására Károly visszavonta az engedélyt. 1750-ben, Lotaringiai Ferenc császár uralkodása alatt Lindau és a sváb rendek ismét sikerrel „torpedózták meg” az Arlberg-út építésének tervét.
A 18–19. század fordulóján
Az 1700-as évek végére az út hiánya a gyorsan növekvő kereskedelem gátjává vált. Bozeni kereskedők csoportja kezdett az építkezésbe, 1787-ben elkészült az Arlbergen átvezető, II. József császárról elnevezett kocsiút, a „Josephinische Straße”. Vorarlberg és Kelet-Svájc fejlett textilipari exportja és a rendszeres postaszolgálat igénye megkövetelte a folyamatos bővítést. 1824-re az út szilárd burkolatot kapott, a kövezett „műút” (németül: Kunststraße vagy Chaussee) nyomvonala áthaladt St. Anton községen.
Az 1860-as években az Arlbergen áthaladó közúti forgalom ismét csökkenni kezdett, az időközben kiépült alpesi vasútvonalak forgalomelszívó hatása következtében. A Salzkammergutból érkező sót ismét Bajorországon keresztül szállították.

## Modern kori közlekedő utak
B-197 főút („Arlbergstraße”)

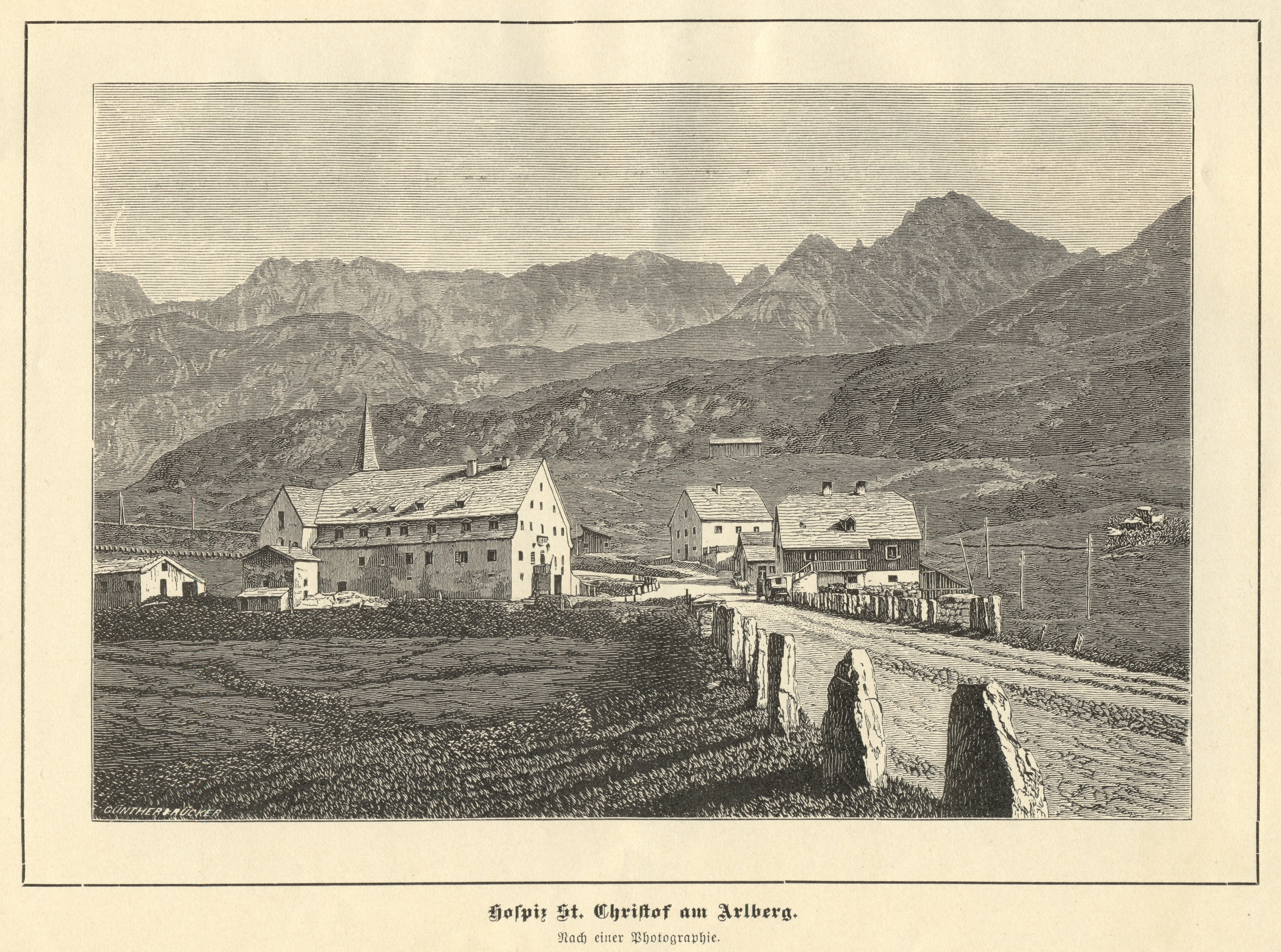
A hágótető közelében fekvő St. Christoph am Arlberg falu képe 1899-ben, háttérben a Valluga hegység

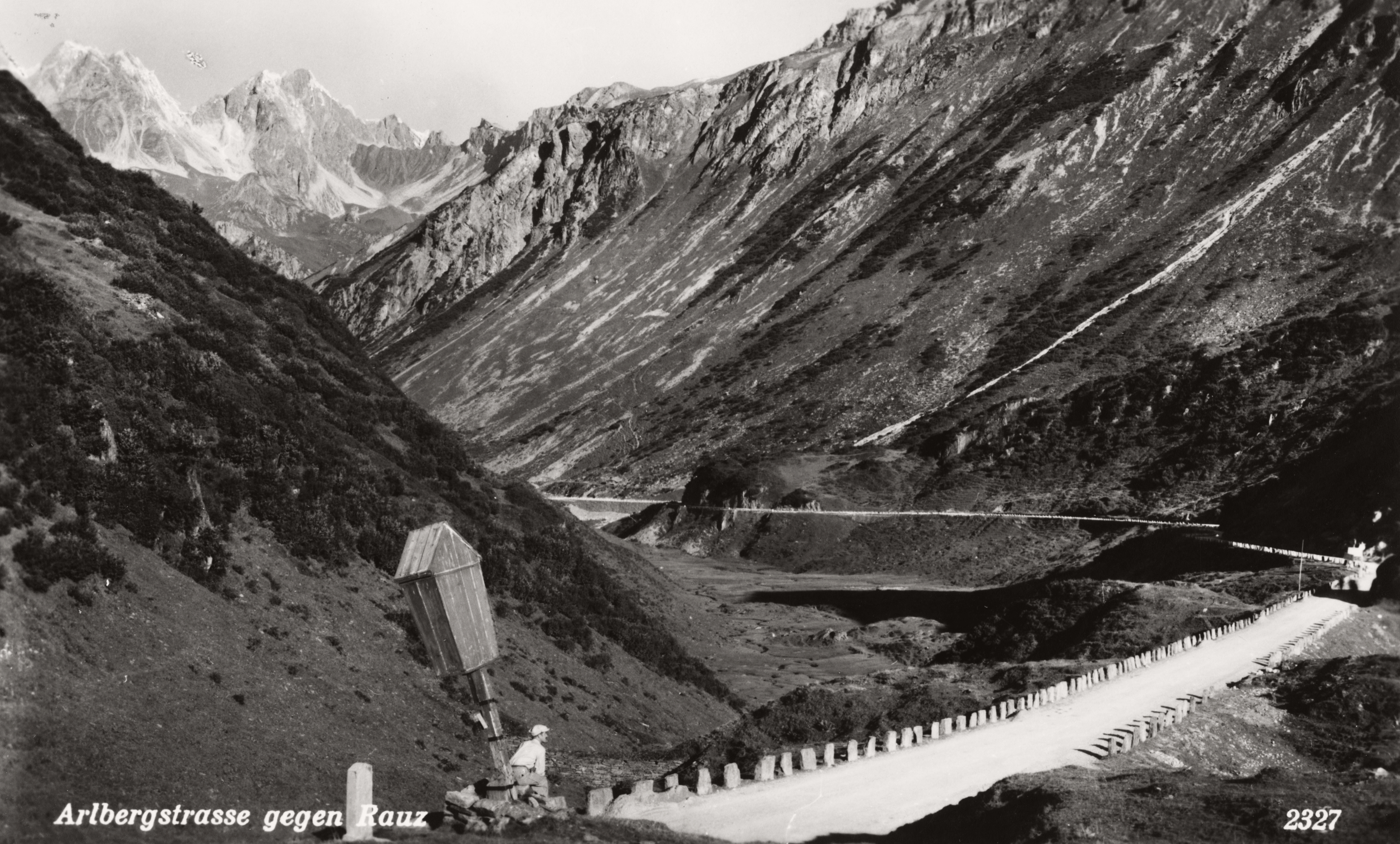
Az Arlberg útja 1934-ben

A 20. század elejétől a kiránduló turizmus lett helyi gazdaság húzóereje. az 1950-es évektől fellendült a személyautós turizmus is. A hágó környékén lakóknak gazdasági felvirágzást hozott, hamarosan megtapasztalták azonban az átmenő járműforgalom terheit is. Már az 1950-es évek végén felmerült egy közúti alagút és egy gyorsforgalmi út építésének koncepciója. Megkezdődött az 1824-ben épült országút fejlesztése. 1971–78 között megépült a Stanzer-völgyből (St. Anton am Arlbergből) a Kolostor-völgybe (Langen am Arlbergbe)  St. Christoph községen és az Arlberg-hágón átvezető, km-es modern országút.
Ez az út az osztrák szövetségi főutakról szóló 1971-es törvény alapján a B-197 számot kapta. 2002-ben az Arlberg-hágó útja (Arlbergstraße) melléknévvel egészítették ki. Meredeksége sehol sem haladja meg a 10%-ot. Egész télen nyitva tartják, csak lavinaveszély esetén zárják le átmenetileg. Pótkocsis vontatók nem használhatják.
Az Arlberg-vasút és alagútja

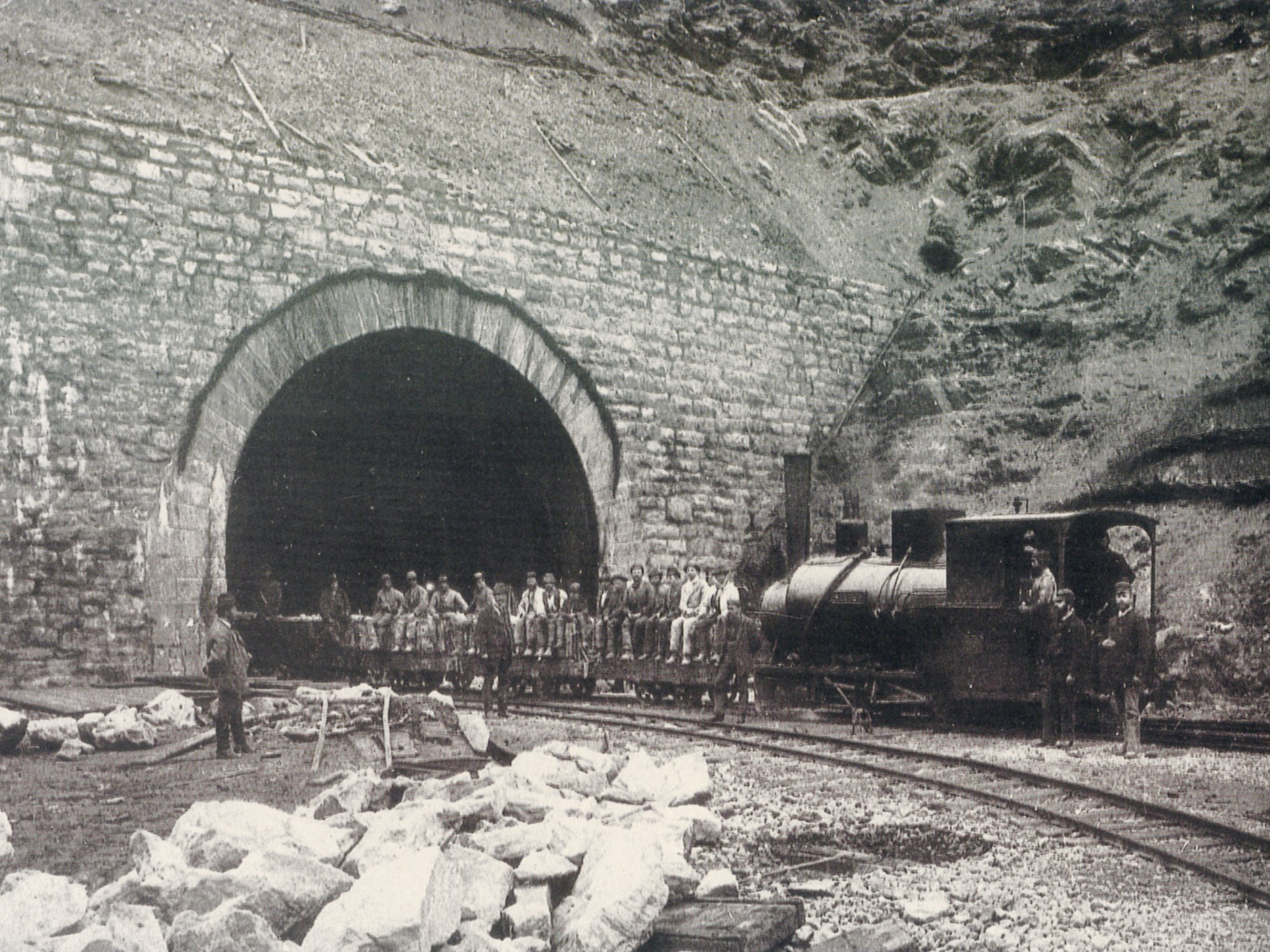
Az arlbergi vasúti alagút építése (1882)

A 19. század végén, 1879–1884 között megépült az Arlberg-vasútvonal, mely Vorarlberget bekapcsolta Ausztria–Magyarország közlekedési hálózatába. A vonal kulcsfontosságú eleme a vele egyidőben megépített, 10 648 méteres arlbergi vasúti alagút (Arlbergbahntunnel), St. Anton és Langen között. A megnyitás után a vasúti forgalom olyan mértékben erősödött, hogy már 1885-ben kétvágányúra kellett bővíteni. A vonalat 1925-ben villamosították, a gőzmozdonyok forgalmát megszüntették.

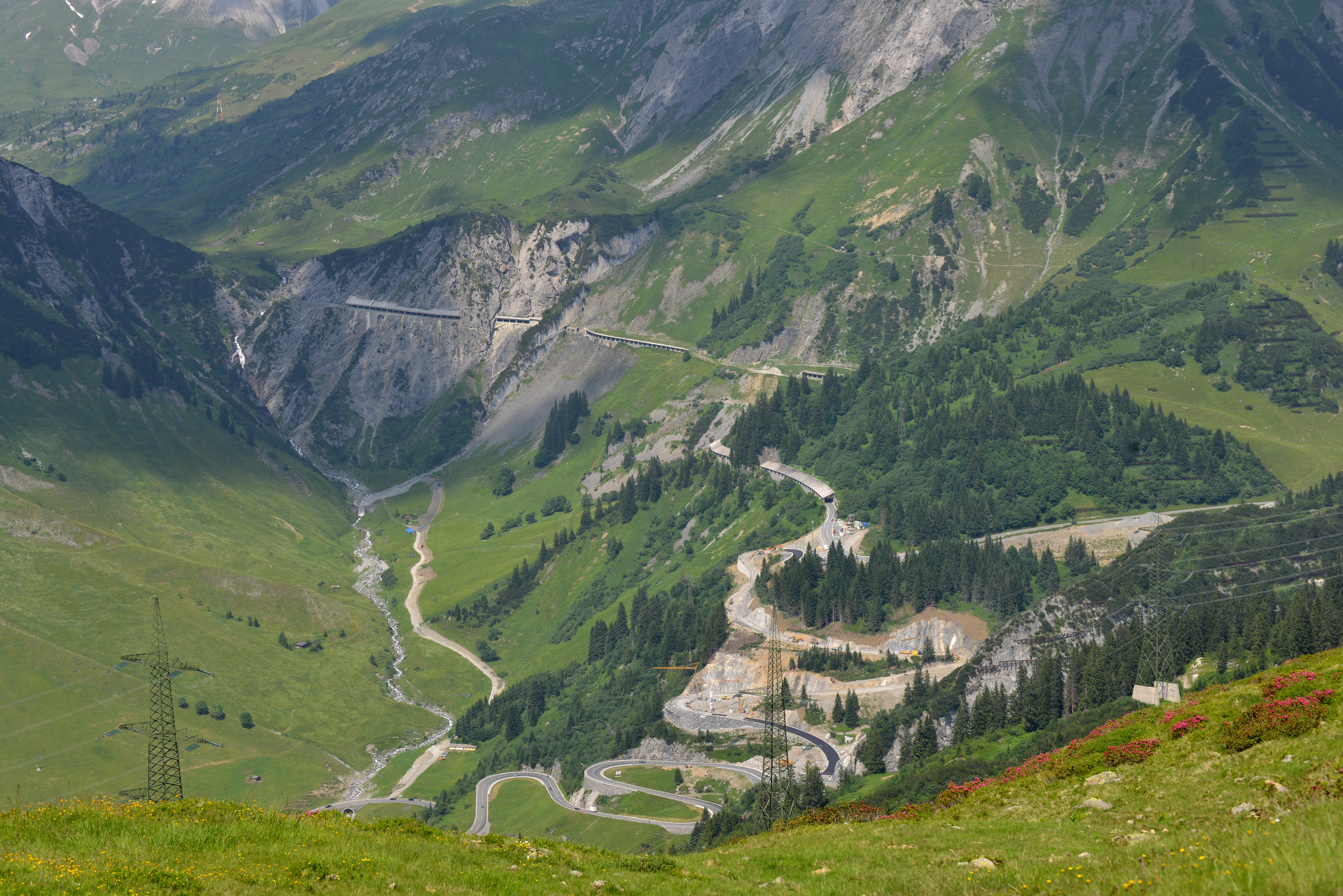
Az Arlberg-út új nyomvonala a Flexen-hágói árkötéssel

Az S16-os gyorsforgalmi út és alagútja
1969-ben belefogtak az S16-os gyorsforgalmi út (Arlberg Schnellstraße) építésébe. 1974–1978 között megépítették és 1978. december 1-jén átadták a 13.972 km-es arlbergi közúti alagutat (Arlberg-Straßentunnel), Ausztria leghosszabb közúti alagútját, mely a hágó alatt 850 méter mélységben fúrja át a hegyet. Az útépítés az aktuálisan rendelkezésre álló pénzügyi eszközöktől függően megszakításokkal folytatódott. Az egész út 2006-ban vált teljessé, a tiroli Strengen községet tehermentesítő alagút (Strengertunnel) megépítésével. Az S16-os gyorsforgalmi út és annak alagútjai időjárásbiztos összeköttetést nyújtanak Vorarlberg és Tirol között. (Az elmúlt évtizedben alig egy-két alkalommal fordult elő, hogy extrém természeti katasztrófahelyzetben, pl. lavina- vagy hegyomlás miatt az utat néhány órára vagy napra mégis le kellett zárni). Az arlbergi közúti alagút használata útdíjköteles.
Korszerűsítések az ezredforduló után
2014-ben Vorarlberg tartomány elöljárósága – geológiai kutatások ajánlásai alapján – átépítette az Arlberg-autóutat. A szerpentin kanyarjait más nyomvonalon vezették, az út meredekségét további kanyarok beiktatásával csökkentették. Északkeleten egy összekötő utat építettek a Flexen-hágóhoz.

## Időjárása
Az Arlberg körzete igen csapadékos, az intenzív záporesők igen gyakoriak. A Bregenzi-erdő (Bregenzerwald) hegyvidék mellett ez Ausztria legcsapadékosabb területe. Az 1971–2000 között mért éves átlagos csapadékmennyiség Langenben  1653,6 mm, Sankt Anton-ban 1275,2 mm volt.
A közlekedési utakat és magukat a településeket is télen lavinák, más évszakokban morénafolyások és földcsuszamlások veszélyeztetik, melyeket igen nehéz épített akadályokkal korlátok közé szorítani. A Valluga csúcsán épült időjárásfigyelő állomás adatai alapján kutatók dolgoznak azon, hogy felderítsék az ilyen természeti eseményeket kiváltó okokat és javítsák az előrejelzés hatékonyságát. Az ezredforduló körül az Arlberg vidékét több súlyos természeti katasztrófa sújtotta, 1999 és 2003 telén lavinaomlások okoztak súlyos károkat. A 2005-ös közép-európai árvizek az Arlberg környékét is sújtották, a vízkárok mellett hordaléklavinák ömlöttek a völgyekbe, a kőtörmelék elvágta az Arlberg-vasútvonalat, melyet augusztustól decemberig tartó munkával lehetett csak helyreállítani.

## Idegenforgalom, turizmus

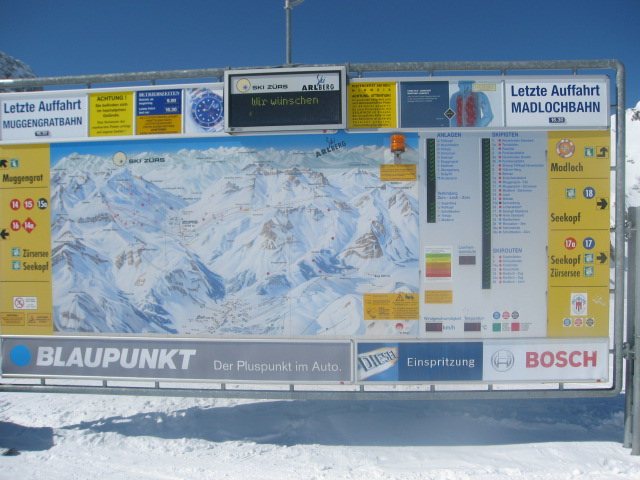
A Seekopf panorámatérképe (Zürs)

Az Arlberg környéki települések fő bevételi forrása a turizmus. Az „am Arlberg” kifejezést sikeres marketing logóvá fejlesztették.
Az Arberg síközpont
A „Ski Arlberg” néven ismert télisport-régió a hágó és annak környékéhez kapcsolódó sípályák, szállások és sportlétesítmények együttműködő rendszerét jelenti. Ebbe ma már beleértik a vorarlbergi Sonnenkopf hegyet és a felső Lech-völgyet is.
Az arlbergi síkörzet a Monarchia idejére visszanyúló hagyományt ápol. 1901-bem St. Anton-ban megalakult az Arlberg Síklub, amely hamarosan saját klub-versenyt írt ki. 1904-ben már nyílt Arlberg-síversenyt is szerveztek. 1928-ban megrendezték az első nemzetközi Alpesi Kandahar síversenyt, az ausztriai Arlber Síklub és svájci Mürrenben székelő brit Kandahar Síklub rendezvényét. A következő évektől napjainkig rendszeresen megszervezik a Kandahar néven futó nemzetközi síversenyeket, váltakozó helyszíneken (a tiroli Sankt Antonban, a svájci Mürrenben, a franciaországi Chamonix-ban, az olaszországi Sestriere-ben és a bajorországi Garmisch-Partenkirchenben.
1921-ben a stubeni születésű Hannes Schneider síelő és filmszínész (1890–1955) vezetése alatt Sankt Antonban elindult a körzet első síiskolája. 1937-ben Sankt Antonban és Zürsben megépítették az első sílifteket, a napjainkban már jól ismert Doppelmayr liftépítő szakcég első ilyen gyártmányait.
A 21. század elejére a Lech és Zürs környéki hegycsoportok lejtőit, az Arlberg-hágó (és az Arlberg-út) mindkét oldalán, egyetlen nagy összefüggő síközponttá fejlesztették. A pályarendszer részei a Gampen, a Kapall, a Galzig és Valluga hegyek (St. Anton és  St. Christoph fölött), az Albona (Stuben mellett), a Rendl környéke (St. Antontól délre), Warth és Schröcken falvak a Hochtannberg-hágótól északnyugatra. A pályarendszer 88 felvonót, 350 km kezelt sípályát, és 200 km „szűzhavas” pályát foglal magába. 2001 november 1. és 2002. október 31. között a Arlbergi síközpontok vendégéjszakáinak száma átlépte az egymilliót.

Nyári turizmus
Az 1980-as évekig az arlbergi településeket a nyári szezonban szinte csak hegymászók látogatták, a kiránduló turisták alig. A szálláshelyek nagyrésze nyáron zárva tartott. Az ezredforduló után erőteljes marketing programokkal a nyári kerékpáros és családi kiránduló turizmust is sikerült fellendíteni.

## Kapcsolódó információk
- Thomas Ebster, Johannes Sassmann. Arlberg (német nyelven) (2011). ISBN 978-3-85333-188-0
- Elisabeth Längle.szerk.: Martin Böhm: Der Arlberg: Natur- und Kulturlandschaft (német nyelven). Wien: Brandstätter (2011). ISBN 978-3-85033-504-1